# Compagnie Financière Richemont SA
De Compagnie Financière Richemont SA, beter bekend als Richemont, is een Zwitserse luxegoed conglomeraat. Het is vooral actief in juwelen, horloges, schrijfgerei en kleding en houdt haar hoofdkantoor in Genève. In 1988 werd het bedrijf opgericht door de Zuid-Afrikaanse zakenman Anton Rupert. Het is tegenwoordig beursgenoteerd aan de JSE en de SIX. Het bedrijf maakt onderdeel uit van de Swiss Market Index aandelenindex.

## Activiteiten
In het gebroken boekjaar tot eind maart 2024 werd 70% van de omzet gerealiseerd met de verkoop van juwelen, bijna 20% van de omzet was afkomstig van de verkoop van horloges en de rest werd behaald met andere producten als leder- en schrijfwaren.  Op de juwelen, in het bedrijfsonderdeel Jewellery Maisons, maakt Richemont de hoogste winstmarges en de groep other behaalde in 2024 net geen winst of verlies.
Azië is veruit de grootste afzetregio met bijna 40% van de omzet. In de regio's Europa en Noord- en Zuid-Amerika wordt iets meer dan 20% van de omzet gerealiseerd en in Japan iets minder dan 10%. Driekwart van de omzet wordt gerealiseerd in eigen winkels of via eigen internetkanalen. In september 2024 had het bijna 2500 verkooppunten, waarvan drie vijfde in eigendom en de rest via franchise contracten.
Enkele belangrijke merknamen van Richemont zijn:
- Jewellery Maissons:
  - Cartier, juwelen en horloges
  - Buccellati, juwelen
  - Van Kleef & Arpels, juwelen
- Specialist Watchmakers:
  - Piaget, juwelen en horloges
  - International Watch Company, horloges
  - Vacheron Constantin, horloges
  - Panerai, horloges
  - Jaeger-LeCoultre, horloges
  - Baume & Mercier, horloges
  - A. Lange & Soehne, horloges
- Other
  - Montblanc, schrijfwaren, horloges en accessoires
  - Alfred Dunhill, Engelse luxegoederen

## Aandeelhouders
Er staan net zoveel A en B-aandelen uit. De A-aandelen zijn beursgenoteerd en hebben per aandeel één stemrecht. De B-aandelen hebben 10 stemrechten per aandeel en zijn allemaal in handen van Compagnie Financière Rupert, een Zwitsers fonds. Dit fonds heeft 9,1% van de aandelen in handen die 50% van het stemrecht vertegenwoordigen. Johann Rupert is de enige bestuurder van dit fonds waarmee de familie van de oprichter de belangrijkste stem heeft. De B-aandelen krijgen een-tiende van het dividend dat aan de A-aandeelhouders wordt uitgekeerd.

## Geschiedenis
Anton Rupert (1916-2006) begon in 1941 in Zuid-Afrika met een kleine tabakszaak. De zaken gingen goed en in 1948 richtte hij de Rembrandt Group op. Rembrandt had belangen in diverse bedrijven en verwierf in 1954 een meerderheidsbelang in het Britse tabaksbedrijf Rothmans International. In 1983 verkreeg het ook een minderheidsbelang in juwelier Cartier. In 1988 besloot de familie Rupert de internationale activiteiten af te splitsen en deze werden ondergebracht in Compagnie Financière Richemont onder leiding van zijn zoon Johann Rupert (1950- ). 
In 1993 werden de activiteiten wederom gesplitst, de luxe-artikelen gingen verder binnen het beursgenoteerde bedrijf Vendôme Luxury Group en de tabaksactiviteiten werden geconcentreerd in Rothmans International. In 1998 werd de Vendôme Luxury Group van de beurs gehaald na een geslaagd bod op alle aandelen door Richemont. Een jaar later werd het belang in Rothmans International verkocht aan British American Tobacco (BAT). Richemont kreeg geen geld, maar een aandelenbelang van iets meer dan 23% in BAT. In hetzelfde jaar kocht het 60% van de aandelen in Van Cleef & Arpels en ging Vendome Luxury Group op in Richemont. In 2000 werd Les Manufactures Horlogères overgenomen, met bekende merken als Jaeger-Lecoultre, IWC en A. Lange & Söhne, voor 1,8 miljard euro. Het belang in BAT werd ondergebracht in Reinet Investments in Luxemburg en in de loop der jaren werden de aandelen verkocht tot in januari 2025 de verkoop compleet was.
Richemont nam in 2010 een meerderheidsbelang van 93% in Net-a-Porter, een marktleider in de verkoop van luxe artikelen via het internet. In 2015 fuseerden Net-a-Porter met het Italiaanse Yoox. Richemont werd hiermee voor de helft eigenaar van het gefuseerde Yoox en Net-a-Porter die samen verder gaan als Yoox Net-a-Porter Group (YNAP). In 2020 kreeg Richment alle aandelen YNAP in handen. YNAP was geen zakelijk succes en medio 2022 bereikte Richemont een overeenstemming om YNAP te verkopen aan e-commerce specialist Farfetch en investeerder Symphony Global. YNAP leidde al langere tijd verliezen en Richemont wilde er van af, de verkoop leidde tot een bijzondere afwaardering van 2,7 miljard euro. In december 2023 werd de overeenkomst tenietgedaan, Richemont houdt vooralsnog YNAP in handen maar heeft nog altijd de intentie YNAP te verkopen.
Op 30 juni 2021 kocht het Delvaux, een Belgische maker en verkoper van luxe lederproducten en handtassen. Verkopende aandeelhouders zijn Victor en William Fung en Temasek.